# Anna Braithwaite
Anna Braithwaite (née Anna Lloyd ; 27 décembre 1788 - 18 décembre 1859) est une éminente ministre quaker anglaise. Elle s'est rendue trois fois aux États-Unis dans le but d'éviter le schisme créé par les vues d'Elias Hicks.

## Biographie
Anna Lloyd est née en 1788 à Edgbaston Street, Birmingham, fille de Charles Lloyd et de Mary Farmer . Les Lloyds sont une famille bancaire Quaker influente. Le frère d'Anna est le poète Charles Lloyd (poète), et sa sœur Priscilla épouse Christopher Wordsworth (frère de William le poète). En 1808, Anna épouse Isaac Braithwaite (deux ans plus tôt, sa sœur Mary a épousé le frère d'Isaac, George), forgeant ainsi l'union de deux dynasties Quaker de premier plan. Ils ont neuf enfants, dont le ministre quaker Joseph Bevan Braithwaite .
Les différences doctrinales au sein des Quakers sont créées par les vues d'Elias Hicks après 1808. William Forster souligne le problème en 1820, après la croissance de l'influence de Hicks . D'éminents quakers évangéliques anglais, dont Elizabeth Robson, Forster et Braithwaite, se rendent aux États-Unis entre 1821 et 1827 pour dénoncer les vues de Hicks .
Les quakers britanniques en visite exacerbent les différences entre les quakers américains, différences qui font écho à la scission de 1819 entre les unitariens américains et les congrégationalistes . L'influence d'Anna Braithwaite est particulièrement forte. Elle visite les États-Unis à trois reprises entre 1823 et 1827 (les deux derniers voyages accompagnés de son mari)  et publie ses Lettres et observations relatives à la controverse concernant les doctrines d'Elias Hicks en 1824 . Hicks se sent obligé de répondre et la même année publie une lettre à son allié à la réunion de Philadelphie, le Dr Edwin Atlee, dans The Misrepresentations of Anna Braithwaite . Celle-ci à son tour répond dans Une lettre d'Anna Braithwaite à Elias Hicks, Sur la nature de ses doctrines en 1825 .
La famille de Braithwaite est affectée par des différences doctrinales. En 1835, les Beaconites se séparent des Quakers et cinq des enfants d'Anna rejoignent le nouveau groupe .
Braithwaite est mort à Kendal en 1859.